# Номерні знаки Швеції

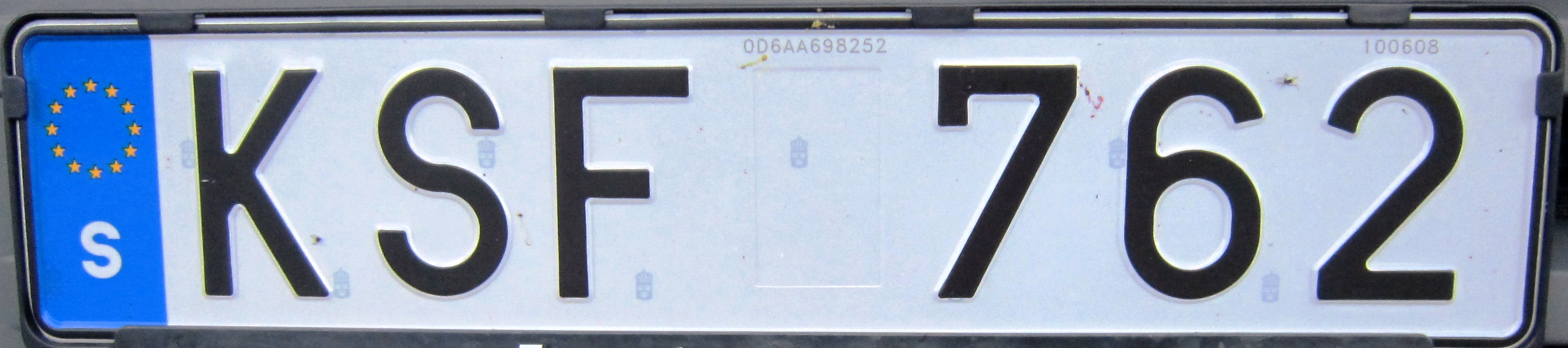
Номерний знак від 2010 до 2013 року (без наклейки)

Автомобільні номерні знаки Швеції використовуються для реєстрації транспортних засобів в Швеції. Вони використовуються для перевірки законності використання, наявності страхування та ідентифікації транспортних засобів.
На початку номера розміщені три літери, пробіл і дві цифри та одна цифра або літера (наприклад, ABC 123 або ABC 12A).  Поєднання символів є серійним і не пов'язане з географічним розташуванням. Остання цифра номера вказує період року, коли автомобіль має пройти перевірку. Транспортні засоби спеціального призначення, такі як поліцейські, пожежні автомобілі, громадські автобуси та тролейбуси використовують той же тип знаків, що і звичайні приватні автомобілі, і їх не можна розпізнати за номерним знаком. Військова техніка має спеціальні знаки.

## Стандартні номерні знаки
Стандартні номерні знаки мають чорний текст на білому тлі. Вони містять три перші літери, пробіл, дві цифри і ще одну цифру або літеру. Пробіл раніше використовувався для наклейки мита, а на нових пластинах залишається пробіл. Над ним друкується ідентифікаційний номер транспортного засобу (VIN), а над останньою цифрою друкується дата виготовлення пластини номерного знака. Всі транспортні засоби повинні перевозити як передню, так і задню пластини, за винятком мотоциклів, причепів (тільки задній), тракторів та інших позашляхових машин (тільки спереду).
Реєстраційний номер прив'язаний до автомобільних VIN-номерів і залишається незмінним навіть після зміни власника, поки транспортний засіб не буде утилізований або експортований. Можна вивести з експлуатації зареєстрований автомобіль на будь-який період. Зареєстрований транспортний засіб, який виведений з експлуатації, не вимагає сплати дорожнього податку або страхування. Реєстраційний номер залишається на транспортному засобі під час виведення з експлуатації. Реєстраційні номери скасованих, експортованих і знятих з обліку транспортних засобів вилучаються з обігу, перш ніж вони будуть повторно використані з новими зареєстрованими транспортними засобами.
Єдиним інформативним елементом номерного знака є остання цифра, яка вказує на період року, коли автомобіль має пройти перевірку.
| Остання цифра | Середина періоду перевірки | Період перевірки  |
| ------------- | -------------------------- | ----------------- |
| 1             | Січень                     | Листопад–Березень |
| 2             | Лютий                      | Грудень–Квітень   |
| 3             | Березень                   | Січень–Травень    |
| 4             | Квітень                    | Лютий–Червень     |
| 5             | Липень                     | Травень–Вересень  |
| 6             | Серпень                    | Червень–Жовтень   |
| 7             | Вересень                   | Липень–Листопад   |
| 8             | Жовтень                    | Серпень–Грудень   |
| 9             | Листопад                   | Вересень–Січень   |
| 0             | Грудень                    | Жовтень–Лютий     |

### Заборонені літери та комбінації
При складанні номерних знаків використовуються всі літери шведської абетки, за винятком літер I, Q, V, Å, Ä і Ö. Станом на 2019 рік замість останнього може використовуватися літера О, щоб виключити ризик плутанини з нулем. 91 додаткова комбінація літер не використовуються, оскільки вони можуть бути образливими. Приклади: APA (мавпа), ARG (сердитий), DUM (дурний, поганий), FAN (чорт), FEG (боязкий), FEL (помилка, неправильний), FUL (потворний), GAY, HOT (загроза), LAT (ледачий), NRP, OND (злий, жорстокий), SEX, SUP, TOA (туалет), UFO, USA, XXL та багато інших. MLB (не має сенсу на) зарезервований. До тих пір, поки в жовтні 2010 року правила не були дещо пом'якшені, список включав 69 додаткових виключень. Шведське Агентство транспорту склало цей список, щоб уникнути запитів на заміну номера.

### Параметри та смуга ЄС
| Тип                                                | Розмір (мм) | Примітки |
| -------------------------------------------------- | ----------- | -------- |
| Стара стандартна пластина (до 31 грудня 2013 року) | 480×111     |          |
| Пластина зі смугою ЄС                              | 520×111     | EU-смуга |
| Американський тип                                  | 300×111     | EU-смуга |
| Квадратниа пластина                                | 119x155     | EU-смуга |

Починаючи з 1994 року, менші пластини розміром 30 × 11 см видавалися для транспортних засобів, де стандартні зазвичай не підходять, наприклад, американські транспортні засоби внутрішнього ринку. Ці пластини виконані в більш вузькому шрифті. До цього часу використовувалися великі квадратні пластини. В обігу є також самоклеюча пластикова пластина для використання на снігоходах, квадроциклах і т.п. Синя смуга ЄС була введена в 2002 році. Станом на 1 січня 2014 року всі нові виготовлені пластини мають EU-смугу, без винятків для старих автомобілів. 
| S | EDI 10B |

### Стікер державного мита

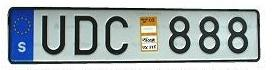
Номерний знак зі стікером, який інформує про сплату мита.

Посередині задньої пластини стікер має був бути прикріплений для інформування відповідних органів про сплату державного мита автовласника. Наклейка надсилається власникам, коли було сплачено дорожній податок і страхування, а автомобіль пройшов планову перевірку. Стікер дійсний протягом року, його колір змінюється з часом. Введений у 1973 році. 
З 1 січня 2010 року у Швеції скасовано податкову наклейку.

## Спеціальні номерні знаки

### Персональні
Окрім звичайного номерного знака трьох літер і трьох цифр, дозволено особисті реєстраційні номерні знаки. Персональний номерний знак працює як псевдонім для звичайного номера і може мати будь-який текст або комбінацію чисел до семи символів, якщо він вже не використовується. Такий номер коштує 6 000 SEK. Номери такого зразка діють протягом десяти років і можуть бути переміщені до іншого транспортного засобу. Наклейка оподаткування була розміщена ліворуч, а не посередині. Текст занадто образливий або незаконний не допускається. Наприклад, число 64SALE не було дозволено, так як число 6 і слово «секс» є омонімами в шведській мові. В одному з вікон транспортного засобу повинна бути прикріплена наклейка, що інформує про зв'язок персональної таблички з номерним знаком. Обмеження на дозволені букви (I, Q, V, Å, Ä, Ö) не поширюється на персональні знаки.

### Дилерські

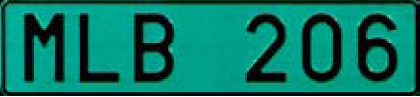
Дилерський номерний знак зразка 2003 року

Дилерські номерні знаки мають чорний текст на зеленому тлі. Ці таблички використовуються на транспортних засобах без реєстрації, страхування та транспортних засобів, які не пройшли перевірку. Такі автомобілі можуть бути використані для коротких тест-драйвів. На відміну від звичайних шведських номерних знаків, пластини дилера не прив'язані до автомобілів, але до їх власників. Ці пластини також можуть бути використані виробниками автомобілів для тестування транспортних засобів. На знаках є наклейка, що вказує на призначення автомобіля. На табличці видно, що власник має спеціальне страхування, яке охоплює тест-драйви.

### Дипломатичні

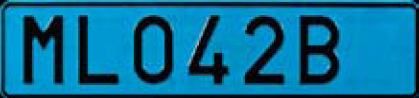
Дипломатичний номер зразка 2002 року

Дипломатичні номерні знаки мають чорний текст на синьому тлі. Вони містять дві літери, три серійні цифри та останню літеру. Перші дві літери вказують на приналежність до відповідної дипломатичної місії (літери I і Q не використовуються). Літери не відповідають жодній абревіатурі країн. Три цифри — лише серійний номер. Остання цифра позначає дипломатичний ранг дипломата.
| Код | Країна                   | Примітки |
| --- | ------------------------ | -------- |
| AA  | ПАР                      |          |
| AB  | Албанія                  |          |
| AC  | Алжир                    |          |
| AD  | Німеччина                |          |
| AE  | Вірменія                 |          |
| AF  | США                      |          |
| AG  | Ангола                   |          |
| AH  | Саудівська Аравія        |          |
| AJ  | Аргентина                |          |
| AK  | Австралія                |          |
| AL  | Австрія                  |          |
| AM  | Бангладеш                |          |
| AN  | Бельгія                  |          |
| AO  | не використовується      |          |
| AP  | Болівія                  |          |
| AR  | Ботсвана                 |          |
| AS  | Бразилія                 |          |
| AT  | Болгарія                 |          |
| AU  | Канада                   |          |
| AW  | Чилі                     |          |
| AX  | КНР                      |          |
| AY  | Колумбія                 |          |
| AZ  | Південна Корея           |          |
| BA  | Північна Корея           |          |
| BB  | не використовується      |          |
| BC  | Куба                     |          |
| BD  | Данія                    |          |
| BE  | Домініканська Республіка |          |
| BF  | Єгипет                   |          |
| BG  | Еквадор                  |          |
| BH  | Іспанія                  |          |
| BJ  | Ефіопія                  |          |
| BK  | Фінляндія                |          |
| BL  | Франція                  |          |
| BM  | Велика Британія          |          |
| BN  | Греція                   |          |
| BO  | не використовується      |          |
| BP  | Гватемала                |          |
| BR  | не використовується      |          |
| BS  | Угорщина                 |          |
| BT  | Індія                    |          |
| BU  | Індонезія                |          |
| BW  | Ірак                     |          |
| BX  | Іран                     |          |
| BY  | Ірландія                 |          |
| BZ  | Ісландія                 |          |
| CA  | Ізраїль                  |          |
| CB  | Італія                   |          |
| CC  | Японія                   |          |
| CD  | Кенія                    |          |
| CE  | Лаос                     |          |
| CF  | Ліван                    |          |
| CG  | Лівія                    |          |
| CH  | Малайзія                 |          |
| CJ  | Марокко                  |          |
| CK  | Мексика                  |          |
| CL  | Мозамбік                 |          |
| CM  | Нікарагуа                |          |
| CN  | Нігерія                  |          |
| CO  | не використовується      |          |
| CP  | Норвегія                 |          |
| CR  | не використовується      |          |
| CS  | Пакистан                 |          |
| CT  | Панама                   |          |
| CU  | Нідерланди               |          |
| CW  | Перу                     |          |
| CX  | Філіппіни                |          |
| CY  | Польща                   |          |
| CZ  | Португалія               |          |

| Код | Країна                        | Примітки                                              |
| --- | ----------------------------- | ----------------------------------------------------- |
| DA  | Румунія                       |                                                       |
| DB  | Сенегал                       |                                                       |
| DC  | Сомалі                        |                                                       |
| DD  | Шрі-Ланка                     |                                                       |
| DE  | Швейцарія                     |                                                       |
| DF  | Танзанія                      |                                                       |
| DG  | Чехія                         |                                                       |
| DH  | Таїланд                       |                                                       |
| DJ  | Туніс                         |                                                       |
| DK  | Туреччина                     |                                                       |
| DL  | Росія                         |                                                       |
| DM  | Уругвай                       |                                                       |
| DN  | Венесуела                     |                                                       |
| DO  | не використовується           |                                                       |
| DP  | В'єтнам                       |                                                       |
| DR  | Сербія                        |                                                       |
| DS  | Замбія                        |                                                       |
| DT  | Зімбабве                      |                                                       |
| DU  | УВКБ ООН                      | Управління Верховного комісара ООН у справах біженців |
| DW  | Світовий морський університет |                                                       |
| DX  | Північна рада                 |                                                       |
| DY  | Намібія                       |                                                       |
| DZ  | Судан                         |                                                       |
| EA  | ЄКА                           | Європейське космічне агентство                        |
| EB  | Європейський Союз             |                                                       |
| EC  | Бурунді                       |                                                       |
| ED  | Естонія                       |                                                       |
| EE  | Латвія                        |                                                       |
| EF  | Литва                         |                                                       |
| EG  | Хорватія                      |                                                       |
| EH  | Сальвадор                     |                                                       |
| EJ  | Словаччина                    |                                                       |
| EK  | Боснія і Герцеговина          |                                                       |
| EL  | Еритрея                       |                                                       |
| EM  | Україна                       |                                                       |
| EN  | Кіпр                          |                                                       |
| EO  | не використовується           |                                                       |
| EP  | Північна Македонія            |                                                       |
| ER  | Кувейт                        |                                                       |
| ES  | Гондурас                      |                                                       |
| ET  | Руанда                        |                                                       |
| EU  | International IDEA            | Міжнародний інститут демократії та сприяння виборам   |
| EW  | не використовується           |                                                       |
| EX  | Кабо-Верде                    |                                                       |
| EY  | РКБМ                          | Рада країн Балтійського моря                          |
| EZ  | не використовується           |                                                       |
| FA  | Білорусь                      |                                                       |
| FB  | Республіка Конго              |                                                       |
| FC  | Сальвадор                     |                                                       |
| FD  | Сирія                         |                                                       |
| FE  | GIWA                          | Глобальна оцінка міжнародних вод                      |
| FF  | Ватикан                       | Апостольська нунціатура                               |
| FG  | не використовується           |                                                       |
| FH  | GWP                           | Глобальне водне партнерство                           |
| FJ  | ОАЕ                           |                                                       |
| FK  | Молдова                       |                                                       |
| FL  | Грузія                        |                                                       |
| FM  | Азербайджан                   |                                                       |
| FN  | Нова Зеландія                 |                                                       |

| Код | Дипломатичний ранг                    | Примітки                                     |
| --- | ------------------------------------- | -------------------------------------------- |
| A   | Посол                                 |                                              |
| B   | Дипломатичне представництво           | Транспортні засоби, якими володіє посольство |
| C   | Дипломат                              |                                              |
| D   | Адміністративний і технічний персонал |                                              |
| E   | Консульство                           |                                              |
| F   | Консул                                |                                              |
| G   | Персонал консульства                  |                                              |
| H   | Міжнародна організація                |                                              |
| I   | Співробітники міжнародної організації |                                              |

### Таксі

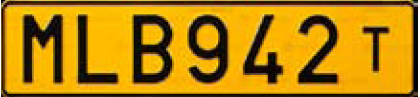
Номерний знак таксі зразка 2002 року

Номерні знаки автомобілів служб таксі мають чорний текст на жовтому фоні. Таксі отримують жовті пластини після їх затвердження. Знаки мають ту ж реєстрацію, що й автомобіль до служби в таксі. Таким чином, якщо він більше не використовується як таксі, або якщо автомобіль або таксометр не вдалося перевірити, звичайні номерні знаки повертаються назад, а жовті конфіскуються. Так само, як звичайні номерні знаки, таксі не мають наклейок. До 1 квітня 2017 року у правому куті було надруковано Т, що вказує на «таксі» (якщо у нього не було особистих табличок, у цьому випадку Т опущено). Т було знято для спрощення процесу виготовлення, так як номерні знаки, випущені після цієї дати, відрізняються лише від стандартних пластин кольором тла.

### Тимчасові
Тимчасові номерні знаки мають білий текст на червоному тлі. Використовується як тимчасова реєстрація для імпорту та експорту транспортних засобів. Як і стандартні пластини, вони містять три літери і три цифри. Коли імпортований транспортний засіб буде розмитнено, йому присвоється звичайний білий номерний знак з такою ж реєстрацією, як і раніше на червоному тлі.

### Військові

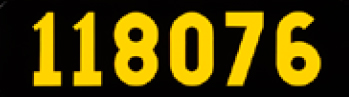
Військовий номерний знак зразка 1906 року

Військові номерні знаки містять жовті цифри на чорному тлі. Складаються з чотирьох-шести цифр і можуть використовуватися для всіх видів транспортних засобів, від звичайних автомобілів до танків. Досі використовується формат серії 1906 року. Реєстр і видача табличок здійснюється Шведською оборонною адміністрацією, що повністю відокремлюється від цивільних транспортних відомств.